# Hittin (Syria)
Hittin (arab. حطين) – miejscowość w Syrii, w muhafazie Ar-Rakka. W 2004 roku liczyła 2627 mieszkańców.